# در شب سرد زمستانی
«در شب سرد زمستانی» یکی از اشعار نیما یوشیج است.

در شب سرد زمستانی

کورهٔ خورشید هم، چون کورهٔ گرم چراغ من نمی‌سوزد.

و به مانند چراغ من

نه می‌افروزد چراغی هیچ،

نه فروبسته به یخ ماهی که از بالا می‌افروزد.

من چراغم را در آمد رفتن همسایه‌ام افروختم در یک شب تاریک.

و شب سرد زمستان بود،

باد می‌پیچید با کاج،

در میان کومه‌ها خاموش

گم شد او از من جدا زین جادهٔ باریک.

و هنوزم قصه بر یاد است

وین سخن آویزهٔ لب:

که می‌افروزد؟ که می‌سوزد؟

چه کسی این قصه را در دل می‌اندوزد؟

در شب سرد زمستانی،

کورهٔ خورشید هم، چون کورهٔ گرم چراغ من نمی‌سوزد.

## بازآفرینی
احمد شاملو این شعر را در آلبوم شعرهای نیما دکلمه کرده‌است. این شعر همچنین یکی از قطعات آلبوم در شب سرد زمستانی با دکلمهٔ احمدرضا احمدی و صدای محمد نوری است.